# داني وايت
داني وايت (بالإنجليزية: Danny White)‏ هو لاعب كرة قدم أمريكية أمريكي، ولد في 9 فبراير 1952 في ميسا في الولايات المتحدة.

## وصلات خارجية
- الموقع الرسمي
- داني وايت على موقع مرجع كرة القدم المحترفة.كوم (الإنجليزية)